# Torymus rugglesi
Torymus rugglesi is een vliesvleugelig insect uit de familie Torymidae. De wetenschappelijke naam is voor het eerst geldig gepubliceerd in 1959 door Milliron.